# 소리도 없이
《소리도 없이》는 2020년 10월 15일에 개봉한 대한민국의 범죄 드라마 영화이다. 홍의정 감독의 장편 데뷔작으로, 유아인과 유재명 등이 출연하였다.

## 줄거리
말을 하지 못하는 젊은 남성 태인과 독실한 노인 창복은 범죄 조직의 뒷처리반으로 일한다. 어느 날, 그들은 조직 상부로부터 11살 납치된 소녀 초희를 이틀 동안 돌보라는 지시를 받는다. 시골에 어린 여동생과 함께 사는 태인이 주로 소녀를 맡게 된다. 하지만 이 지시를 내린 상급자가 조직 보스의 뒤통수를 치다 살해당하고, 태인과 창복은 소녀를 어떻게 해야 할지 난감한 상황에 놓인다.

## 캐스팅
- 유아인 - 태인 역
- 유재명 - 창복 역
- 문승아 - 초희 역
- 이가은 - 문주 역
- 조하석 - 정한 역
- 승형배 - 준철 역
- 임강성 - 용석 역
- 유성주 - 일규 역
- 김자영 - 명희 역
- 서동수 - 영묵 역
- 홍석빈 - 최 경장 역
- 김한나 - 한솔 순경 역
- 이해운 - 매달린 남자 역
- 최은경 - 예인 역
- 백예현 - 사거리 할머니 역
- 이진우 - 조폭 1 역
- 이재평 - 조폭 2 역
- 하재열 - 조폭 3 역
- 유대근 - 조폭 회계 역
- 안희주 - 초희 선생님 역
- 이민선 - 문방구 엄마 역
- 최시원 - 문방구 소녀 역
- 김정훈 - 문방구 주인 역
- 이육현 - 잡화점 주인 역
- 신준호 - 식당 주인 역
- 곽나연 - 약국 주인 역
- 최설 - 폐공장 시체 역
- 김도겸 - 파란모자 남 역
- 김상동 - 파란모자 노인 역
- 김연 - 마주치는 남 1 역
- 오병호 - 마주치는 남 2 역
- 정용식 - 119 신고하는 사람 역
- 임유성 - 양계장 씻는 소년 역
- 송지우 - 양계장 소녀 1 역
- 김연서 - 양계장 소녀 2 역
- 신태양 - 양계장 소년 1 역
- 안석현 - 양계장 소년 2 역
- 장선율 - 양계장 소년 3 역
- 문수환 - 순경 역
- 김도형 - 초희 부 역
- 유주현 - 초희 모 역
- 유기준 - 초희 동생 역
- 강종성 - 학교 수위 역
- 이순찬 - 경운기 탄 노인 역
- 임도균 - 양계장 씻는 소년 대역
- 김남우 - 기도 테잎 목소리 역

## 제작

### 개발
2016년 홍의정 감독의 각본이 선댄스 스크린라이터스 랩의 후보작으로 선정되었으며, 제73회 베니스 국제 영화제의 비엔날레 칼리지 시네마에서 최종후보작 12편 중 하나로 꼽혔다. 이후 홍의정 감독과 BROEDMACHINE의 프로듀서인 아폴라비 쿠티가 각본 개발을 위해 협업했고, 2019년 제작에 루이스픽쳐스, 공동제작에 브로콜리픽쳐스, 제공 및 배급에 에이스메이커무비웍스가 합류했다.
홍의정 감독은 영화에 대해 "일상적으로 행해지는 악에 대해 쓰고 싶었고, 이를 범죄 소재와 연결 지었다. 이에 더해 선한 의도로도 잘못된 결과를, 나쁜 의도로도 긍정적인 결과를 야기할 수 있다는 아이러니함을 담았다"면서 선악을 쉽게 단정지어 이야기하거나 인물의 단면만을 보지 말자는 의도가 반영됐다고 밝혔다. 또한 생존에 관한 이야기를 쓰고 싶었으며, 어렸을 때 별주부전을 읽고 토끼에 대한 묘사나 평가가 부조리하다고 생각한 경험을 영화에 담았다고 밝혔다.
영화의 배경은 홍 감독이 성장했던 충청도 시골 동네가 모티브가 되었다. 초창기 각본의 제목은 〈우리는 이렇게 소리도 없이 괴물이 된다〉였다.

### 캐스팅과 촬영
2019년 6월 3일 유아인과 유재명이 캐스팅되었다고 발표되었다. 유아인은 선과 악, 옳고 그름의 모호함 등 판단을 유보하게 만드는 지점이 좋았고 영화가 전하고자 하는 바가 마음에 들어 출연을 결정했으며, 유재명은 영화가 지문들 사이에서 묘한 매력이 있는 작품이라 좋았다고 밝혔다. 아역 배우 문승아와 이가은은 오디션으로 발탁됐다. 주연 배우 유아인은 역할을 위해 15kg을 증량했다.
주요 촬영은 경기도에서 2019년 7월 29일부터 9월 11일까지 촬영되었다.

## 수상 목록
| 연도 | 시상식                      | 부문                            | 수상/후보자    | 결과 | 출처          |
| ---- | --------------------------- | ------------------------------- | -------------- | ---- | ------------- |
| 2020 | 씨네21 영화상               | 올해의 한국영화                 | 소리도 없이    | 5위  | [ 11 ] [ 12 ] |
| 2020 | 씨네21 영화상               | 올해의 남자배우                 | 유아인         | 수상 | [ 11 ] [ 12 ] |
| 2021 | 제41회 청룡영화상           | 최우수작품상                    | 소리도 없이    | 후보 | [ 13 ]        |
| 2021 | 제41회 청룡영화상           | 남우주연상                      | 유아인         | 수상 | [ 13 ]        |
| 2021 | 제41회 청룡영화상           | 인기스타상                      | 유아인         | 수상 | [ 13 ]        |
| 2021 | 제41회 청룡영화상           | 각본상                          | 홍의정         | 후보 | [ 13 ]        |
| 2021 | 제41회 청룡영화상           | 신인감독상                      | 홍의정         | 수상 | [ 13 ]        |
| 2021 | 제57회 백상예술대상         | 영화부문 작품상                 | 소리도 없이    | 후보 | [ 14 ]        |
| 2021 | 제57회 백상예술대상         | 영화부문 감독상                 | 홍의정         | 수상 | [ 14 ]        |
| 2021 | 제57회 백상예술대상         | 영화부문 시나리오상             | 홍의정         | 후보 | [ 14 ]        |
| 2021 | 제57회 백상예술대상         | 영화부문 신인감독상             | 홍의정         | 후보 | [ 14 ]        |
| 2021 | 제57회 백상예술대상         | 영화부문 남자 최우수연기상      | 유아인         | 수상 | [ 14 ]        |
| 2021 | 제57회 백상예술대상         | 영화부문 남자 조연상            | 유재명         | 후보 | [ 14 ]        |
| 2021 | 제23회 우디네 극동 영화제   | 화이트 멀버리 상                | 소리도 없이    | 후보 |               |
| 2021 | 제35회 프리부르 국제 영화제 | 국제장편 경쟁부문 대상          | 소리도 없이    | 후보 |               |
| 2021 | 제25회 판타지아 국제 영화제 | 슈발 누아르 경쟁부문 작품상     | 소리도 없이    | 수상 | [ 15 ]        |
| 2021 | 제25회 판타지아 국제 영화제 | 슈발 누아르 경쟁부문 남우주연상 | 유아인         | 수상 | [ 15 ]        |
| 2021 | 제30회 부일영화상           | 최우수작품상                    | 소리도 없이    | 후보 |               |
| 2021 | 제30회 부일영화상           | 최우수감독상                    | 홍의정         | 후보 |               |
| 2021 | 제30회 부일영화상           | 신인감독상                      | 홍의정         | 수상 |               |
| 2021 | 제30회 부일영화상           | 남우주연상                      | 유아인         | 수상 |               |
| 2021 | 제30회 부일영화상           | 남우조연상                      | 유재명         | 후보 |               |
| 2021 | 제30회 부일영화상           | 촬영상                          | 박정훈         | 후보 |               |
| 2021 | 제30회 부일영화상           | 음악상                          | 장혁진, 장용진 | 후보 |               |
| 2021 | 제15회 아시안 필름 어워즈   | 남우주연상                      | 유아인         | 수상 |               |
| 2021 | 제15회 아시안 필름 어워즈   | 각본상                          | 홍의정         | 후보 |               |
| 2021 | 제15회 아시안 필름 어워즈   | 신인감독상                      | 홍의정         | 수상 |               |